# Aplorama
Aplorama là một chi bướm đêm thuộc họ Geometridae.